# Burg Czudec
Die Burg Czudec (polnisch Zamek w Czudcu) ist eine Burgruine in Czudec, in der Nähe von Strzyżów. Die Burg gehörte dem polnischen Adelsgeschlecht Strzyżowski.

## Lage
Die Burg liegt im Strzyżów-Gebirge in der Gemeinde Czudec.

## Geschichte
Bereits zur Zeit der Piasten gab es hier an dem Übergang über den Wisłok eine Slawenburg. Sie schützte die Grenze zum Fürstentum Galizien-Wolhynien und den Handelsweg am Wisłok nach Ungarn. Im 14. Jahrhundert wurde sie durch eine gotische Burg ersetzt, die in der zweiten Hälfte des 16. Jahrhunderts in ein Renaissance-Schloss umgebaut wurde. Bis 1610 gehörte es den Strzyżowski, als es an die Grabieński kam. Die Anlage wurde während der Belagerung durch die Truppen von Georg II. Rákóczi 1657 zerstört und danach nicht wieder aufgebaut. Teile der Burg wurden in den 1690er Jahren abgetragen. Heute ist sie nur als Ruine erhalten. Archäologische Arbeiten wurden 1938, 1954 und 2001 durchgeführt. Über den Burgberg führt ein markierter Wanderweg von Czudec nach Wyżne.